# Mighty Joe Moon
Albums de Grant Lee Buffalo
Fuzzy
(1993) Copperopolis
(1996)
Mighty Joe Moon est le second album du groupe de rock alternatif américain Grant Lee Buffalo. L'album est sorti le 20 septembre 1994.

## Liste des pistes
1. Lone star song - 4:35
2. Mockinbirds - 4:42
3. It's the life - 2:57
4. Sing along - 4:26
5. Mighty joe moon - 2:49
6. Demon called deception - 2:51
7. Lady godiva and me - 5:02
8. Drag - 3:05
9. Last days of tecumseh - 1:02
10. Hapiness - 3:02
11. Honey don't think - 2:44
12. Side by side - 6:54
13. Rock of ages - 4:14

## Membres de l'album
- Grant-Lee Phillips
- Paul Kimble
- Joey Peters